# Гришина, Елена Борисовна
Елена Борисовна Гришина (род. 6 ноября 1968, Москва) — советская и российская фехтовальщица, спортивный комментатор. Участница двух Олимпиад (1988, 1992).
Двукратный серебряный призёр чемпионатов мира (1989, 1990) в командном первенстве. Бронзовый призёр чемпионата Европы (1995) в личном первенстве. 
Трёхкратная чемпионка страны — СССР (1989) и России (1995, 1997).
По завершении спортивной карьеры перешла на комментаторскую работу. Работала на чемпионатах Европы, мира и Олимпийских играх. Сотрудник Матч ТВ, пресс-атташе Федерации фехтования России.
Елена Гришина — ученица тренера по фехтованию Михаила Золотарёва, Владимира Житлова.  

## Семья
- Отец — Борис Гришин (род. 1938), двукратный призёр Олимпийских игр, заслуженный мастер спорта СССР (водное поло);
- Мать — Валентина Растворова (1933—2018), олимпийская чемпионка, заслуженный мастер спорта СССР (фехтование, рапира);
- Брат — Евгений Гришин (род. 1959), олимпийский чемпион, заслуженный мастер спорта СССР (водное поло);
- Сын —  Сергей Бида (род. 1993), призёр Олимпийских игр, заслуженный мастер спорта России (фехтование, шпага)[4] [5].